# KCNK12
El canal de potasio, subfamilia K, miembro 12, también conocido como KCNK12 es un gen humano. La proteína codificada por este gen K2P 12.1, es un canal de potasio que contiene dos dominios P formadores de poros.